# Joseph John Thomson
Sir Joseph John Thomson (Manchester, 18 dicembre 1856 – Cambridge, 30 agosto 1940) è stato un fisico britannico, noto per aver scoperto nel 1891 l'elettrone, la prima particella subatomica di carica elettrica negativa, mediante un esperimento con i cosiddetti tubi di Crookes.

## Biografia
Nato a Cheetham nei pressi di Manchester il 18 dicembre del 1856 da genitori scozzesi, Joseph James ed Emma Swindells, studiò ingegneria all'Owens College (in seguito parte dell'Università di Manchester), e al Trinity College di Cambridge. Nel 1884 diventa Cavendish Professor in fisica all'Università di Cambridge. Quindi, nel 1890, sposa Rose Paget: dal loro matrimonio nasceranno due figli. Uno dei suoi studenti, Ernest Rutherford, continuò in seguito il suo lavoro.
Influenzato dagli studi di Maxwell e dalla scoperta dei raggi X, egli dedusse che i raggi catodici fossero composti da particelle di carica negativa, che chiamò corpuscoli, e che sono successivamente diventati noti come elettroni. In precedenza George Johnstone Stoney aveva presupposto l'elettrone come l'unità di carica in elettrochimica, ma Thomson comprese subito che in realtà esso era una particella subatomica, la prima ad essere scoperta. La sua scoperta gli portò una certa notorietà (1897) e gli consentì di vincere il Nobel in fisica nel 1906. Per ironia della sorte, anni dopo, nel 1937, il figlio George Paget Thomson ricevette lo stesso premio ma per aver dimostrato che l'elettrone si comporta (anche) come un'onda (cfr. Dualismo onda-particella).
Nel 1912 realizzò il primo spettrometro di massa (allora chiamato parabola spettrografica), uno strumento che consentiva di determinare il rapporto tra la massa e la carica degli ioni e che da allora è diventato uno strumento molto utilizzato nella chimica. Prima dello scoppio della prima guerra mondiale, fece ancora un'altra grande scoperta: quella degli isotopi. Nel 1918 diventa Master al Trinity College di Cambridge, dove resta fino alla sua morte, avvenuta il 30 agosto del 1940. Il suo corpo è stato sepolto nell'Abbazia di Westminster, accanto ad Isaac Newton.

## Opere

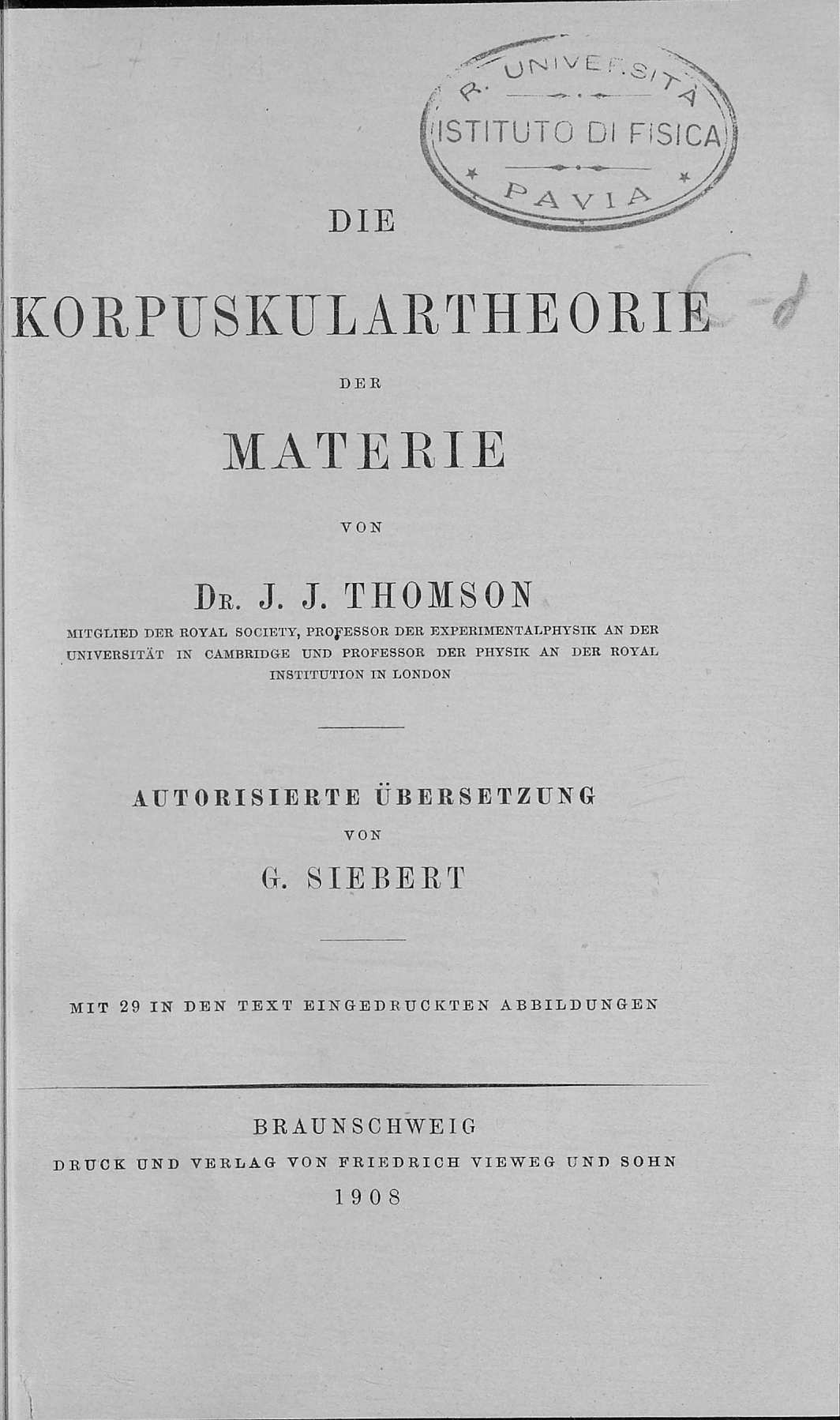
Corpuscular theory of matter, 1908

- 1883. A Treatise on the Motion of Vortex Rings: An essay to which the Adams Prize was adjudged in 1882, in the University of Cambridge. London: Macmillan and Co., pp. 146. Recent reprint: ISBN 0-543-95696-2.
- 1888. Applications of Dynamics to Physics and Chemistry. London: Macmillan and Co., pp. 326. Recent reprint: ISBN 1-4021-8397-6.
- 1893. Notes on recent researches in electricity and magnetism: intended as a sequel to Professor Clerk-Maxwell's 'Treatise on Electricity and Magnetism'. Oxford University Press, pp.xvi and 578. 1991, Cornell University Monograph: ISBN 1-4297-4053-1.
- (EN) Notes on recent researches in electricity and magnetism, Oxford, Clarendon Press, 1893.
- (DE) Discharge of electricity through gases, Leipzig, Johann Ambrosius Barth, 1900.
- (DE) Corpuscular theory of matter, Braunschweig, Vieweg und Sohn, 1908.
- Electricity and matter, Milano, Hoepli, 1905.

- 1921 (1895). Elements Of The Mathematical Theory Of Electricity And Magnetism. London: Macmillan and Co. Scan of 1895 edition.
- (con J.H. Poynting). A Text book of Physics in Five Volumes: Properties of Matter, Sound, Heat, Light, and Magnetism & Electricity.
- J.J. Thomson (1897), Cathode rays, Philosophical Magazine, 44, 293 — Discovery of the electron
- J.J. Thomson (1913), Rays of positive electricity, Proceedings of the Royal Society, A 89, 1-20 — Discovery of neon isotopes
- J.J. Thomson, ""On the Structure of the Atom: an Investigation of the Stability and Periods of Oscillation of a number of Corpuscles arranged at equal intervals around the Circumference of a Circle; with Application of the Results to the Theory of Atomic Structure," Philosophical Magazine Serie 6, Volume 7, Numero 39, pp 237–265.
- The Master of Trinity (al Trinity College, Cambridge).
- J.J. Thomson, The Electron in Chemistry: Being Five Lectures Delivered at the Franklin Institute, Philadelphia (1923).